# 苏茜·鲍尔-里夫斯
苏茜·鲍尔-里夫斯（英語：Susie Power-Reeves，1975年3月26日—），澳大利亚女子田径运动员。她曾代表澳大利亚参加1994年和2002年英联邦运动会田径比赛，其中2002年英联邦运动会获得一枚铜牌。